# Ekaterina Nelidova
Ekaterina Ivanovna Nelidova (en ruso: Екатери́на Ива́новна Нели́дова) (Gobernación de Smolensk, 12 de diciembre de 1756, – San Petersburgo, 2 de enero de 1839) fue una actriz, noble y dama de honor rusa. Fue la amante real del zar Pablo I de Rusia.
Nelidova fue una de las primeras en graduarse del Instituto Smolny en 1776 y se convirtió en dama de honor, primero de la gran duquesa Natalia y luego de la gran duquesa María. Tenía una relación con el gran duque Pablo, el futuro zar, y actuó como una exitosa mediadora entre él y las personas con las que estaba en conflicto. Nelidova también se destacó por su talento dramático en el teatro y la ópera, lo que la hizo querer por el príncipe heredero, a quien le gustaba montar óperas con la participación de personas cercanas a él. Interpretó a Serpina en La serva padrona de Pergolesi.
Hay fuentes que se refieren a ella como un "Pequeño Monstruo", una descripción atribuida debido a la apariencia física de Nelidova. Sin embargo, fue una cortesana importante y su posición también hizo que sus familiares adquirieran posiciones en la corte. La defensa que hizo Pablo a Nelidova incluso se documentó en medio de problemas de conformidad social en la corte de Catalina la Grande. Dejó su puesto en la corte en 1798.